# Nader Guirat
 (juin 2024).
Si vous disposez d'ouvrages ou d'articles de référence ou si vous connaissez des sites web de qualité traitant du thème abordé ici, merci de compléter l'article en donnant les références utiles à sa vérifiabilité et en les liant à la section « Notes et références ».
Nader Guirat (arabe : نادر قيراط), né le 16 mai 1986 à Sousse, est un chanteur, auteur-compositeur, musicien pop rock et acteur tunisien.
Il remporte en 2008 la cinquième saison de Star Academy Arabia,,,, devenant le premier vainqueur de l'histoire de l'émission à présenter principalement un répertoire de chansons non-arabes ; il interprète en effet de la pop, du rock, de la house, de la musique acoustique et de la variété française en anglais, français, italien, espagnol et arabe. Il s'y produit notamment avec Tina Arena, Chris de Burgh, Alessandro Safina, Cheb Khaled, Akram Sedkaoui, Amel Bent, Nâdiya, Yves Larock, Karl Wolf, Massari, Hot Banditoz (de) et Ahmed Cherif.

## Jeunesse
Nader Guirat naît le 16 mai 1986 dans la ville côtière de Sousse en Tunisie ; il est le fils de Nejib Guirat, un homme d'affaires, et de Raoudha Boukthir. Il est l'aîné d'une fratrie qui compte également sa sœur Nahed et son frère Zied,.
Guirat se produit pour la première fois en public à l'âge de 5 ans, dans sa crèche, où il interprète des titres du grand chanteur égyptien Abdel Halim Hafez. Dans une interview au quotidien Le Temps, il décrit comment il s'est décidé à devenir chanteur, alors qu'il regarde la télévision avec son père.
Guirat se découvre une attirance pour la musique acoustique et le pop rock alors qu'il apprend la guitare à l'âge de 14 ans. Même si son temps reste divisé entre la musique et le sport — il s'essaie aux arts martiaux, au football et au tennis — il crée son premier groupe baptisé Hypnos à l'âge de 15 ans, enregistre sa première démo et produit son premier album avec le groupe ; celui-ci comprend des chansons en français et en anglais.

## Carrière musicale

### Star Academy

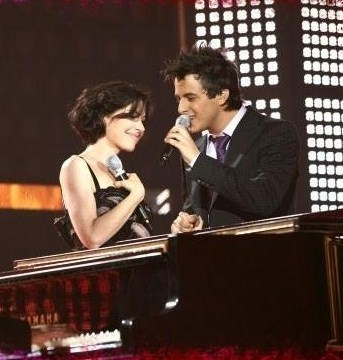
Nader sur scène avec Tina Arena durant Star Academy 2008.

En 2008, Guirat auditionne pour la cinquième saison de Star Academy Arabia, version de l'émission basée au Liban. Aux côtés de Guirat, 19 autres participants représentent divers pays du Moyen-Orient et d'Afrique du Nord. Après quatre mois, Guirat accède avec deux autres candidats à la grande finale qu'il remporte avec le plus important pourcentage de votes des téléspectateurs. De retour en Tunisie, il est accueilli à son arrivée à l'aéroport de Tunis par le ministre de la Culture,.
Cette victoire lance véritablement sa carrière.

### L'Ange Perdu
En 2009, Guirat sort son premier single, L'Ange Perdu, une reprise en français d'un titre en arabe du chanteur et compositeur Marwan Khoury. Les paroles, qu'il écrit avec son compatriote Aymen Jaouadi font écho à la jeunesse de Guirat. Il finance le projet et collabore avec l'arrangeur musical Michel Fadel et l'orchestre symphonique national d'Ukraine, avec qui le clip est tourné. L'Ange Perdu reçoit le titre de meilleure chanson de l'année remis par la radio tunisienne Jawhara FM.

### Crimea Music Fest
En septembre 2011, les organisateurs du premier festival international de musique en Ukraine, le Crimea Music Fest (en), invite Guirat à se produire en tant que représentant de la Tunisie ; il est alors le seul représentant du monde arabe.

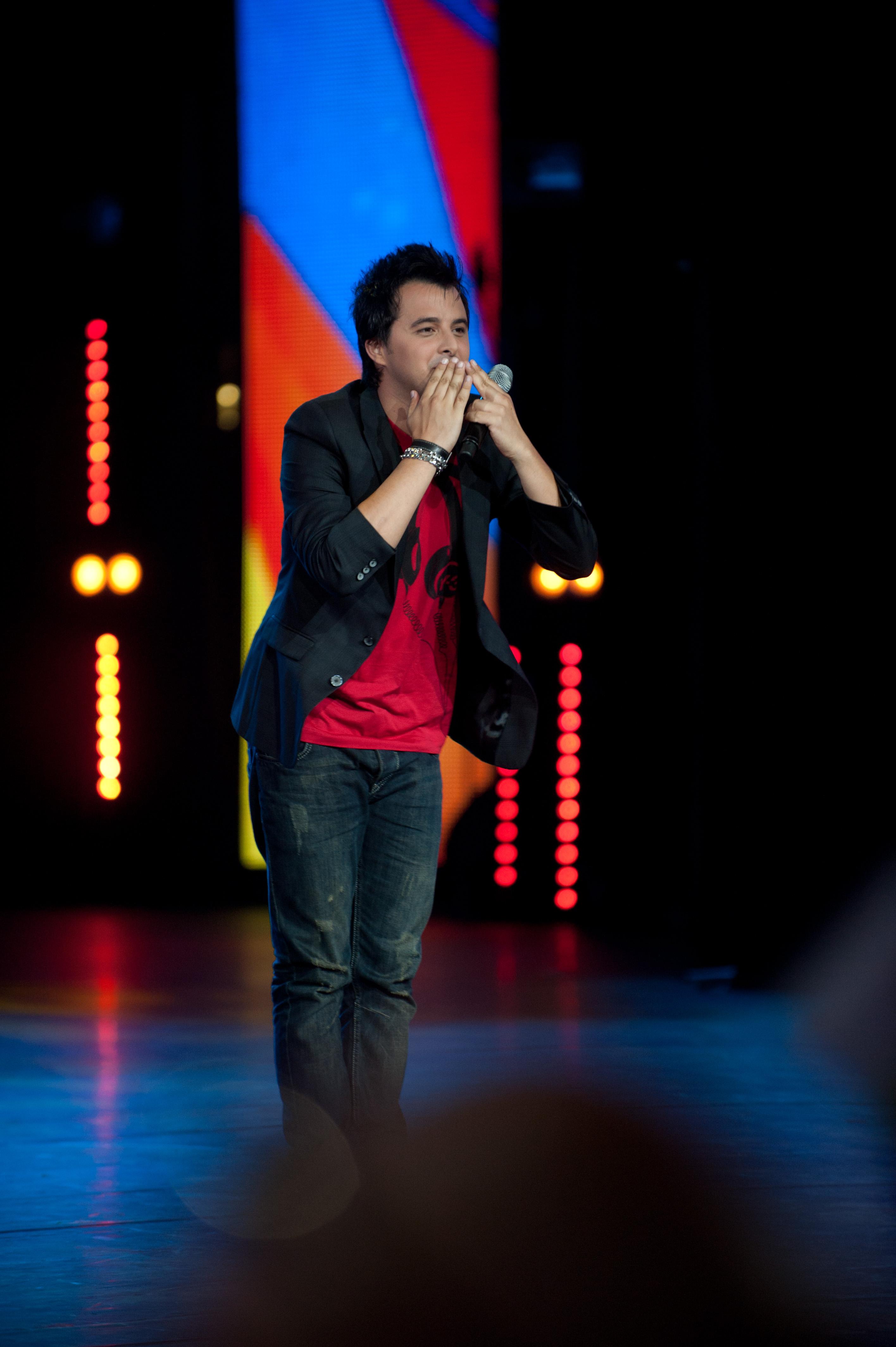
Nader au Crimea Music Fest.

Les participants doivent présenter deux titres, un tube international et une chanson traditionnelle d'importance culturelle pour le pays qu'ils représentent. Guirat présente Aïcha du chanteur algérien Cheb Khaled dans la première catégorie puis la chanson populaire Sidi Mansour dans la seconde.

### Rêve-Helma
Deux ans après la sortie de son premier single, Guirat sort en octobre 2011 un duo franco-arabe intitulé Rêve-Helma avec le chanteur tunisien Mohamed Dahleb.

Les deux jeunes artistes enregistrent le single écrit par le musicien tunisien Zaher Zorgati sur des arrangements de Kais Melliti.

### Nhabek ya chaâb
À la suite de la révolution tunisienne, une palette d'artistes et de célébrités commémorent son premier anniversaire avec la production en novembre 2011 du titre Nhabek ya chaâb (نحبك يا شعب signifiant « Nous aimons le peuple »). Guirat fait partie du casting incluant par ailleurs Lotfi Bouchnak. Des médias arabes et tunisiens, dont Radio Sfax, sont présents pour le tournage du clip.
La musique est composée par Nomene Chaari sous la direction de Mehdi Ben Omar,.

### OxyMore

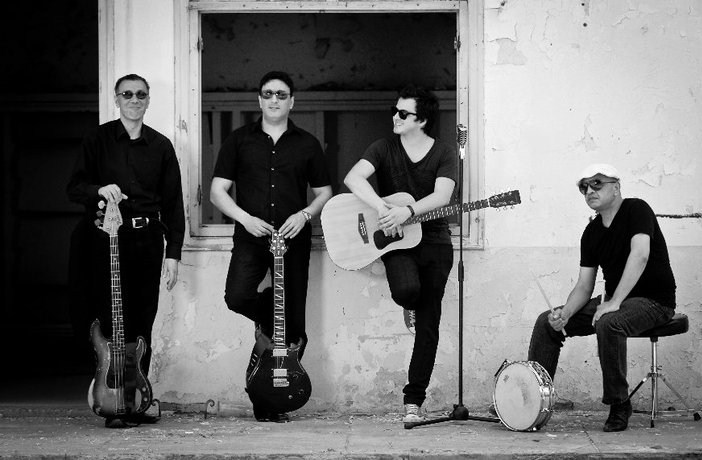
Nader Guirat avec les autres membres du groupe OxyMore.

Fin 2011, Guirat forme un nouveau groupe baptisé OxyMore et composé de quatre membres soit trois guitaristes (dont lui-même) et un percussionniste. Guirat s'est inspiré pour le nom du groupe des différents âges et styles musicaux de ses membres.

### I'm Waiting
En février 2012, Guirat sort un nouveau single, I'm Waiting, avec le chanteur américain Dylan Lloyd qu'il avait rencontré au Crimea Music Fest ; les organisateurs du festival publie d'ailleurs un communiqué sur leur site web à propos de leur collaboration, marquant ainsi la sortie du titre. Le clip sort quant à lui en juillet de la même année.

### The Jasmine's Calling
Le 7 septembre 2012, Guirat annonce sur Facebook la sortie de son nouveau single, The Jasmine's Calling, dans une période de troubles suivant la révolution tunisienne de 2011, surnommée « révolution de jasmin » par les médias internationaux. Dans une interview au quotidien Al Chourouk, Guirat indique que ce titre appelle tous les Tunisiens à s'unir pour le futur de leur pays et à mettre de côté leurs différends politiques et religieux,. C'est un mélange de rock et de musique orientale symbolisée par le ney et la darbouka.
The Jasmine's Calling est composé par Guirat sur des paroles du Canadien Ramona et des arrangements du Tunisien Elyes Bouchoucha. Assurant la promotion du single sur Jawhara FM, Guirat évoque son projet de s'installer à Paris,, expliquant qu'il y a trouvé une scène musicale plus adaptée à ses ambitions et à son style musical ; il planifie de travailler sur de nouveaux titres pour son premier album.

### Discographie
- L'Ange Perdu (2009)
- Rêve-Helma (2011)
- I'm Waiting (2012)
- The Jasmine's Calling (2013)
- Insen Ghreeb (2023)

### Prix
Nader reçoit le prix de la meilleure chanson de l'année, remis par Jawhara FM pour son titre L'Ange Perdu à la suite d'un sondage national en ligne. Le prix lui est présenté lors d'une émission en direct.

## Carrière d'acteur
- 2015 : Lilet Chak de Majdi Smiri[23]
- 2016 :
  - Bolice 2.0 de Majdi Smiri
  - Warda w Kteb d'Ahmed Rjeb : Haythem